# Hermann Obrist

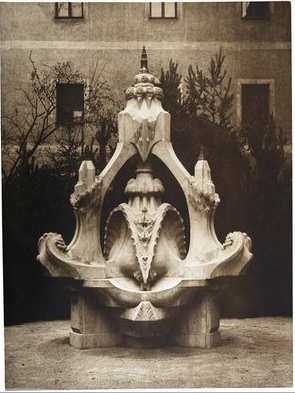
Kruppova kašna (1912) v Mnichově

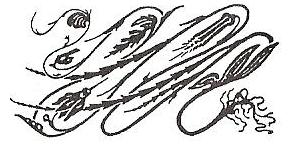
Zjednodušená verze Bramboříků

Hermann Obrist (23. května 1862 Kilchberg – 26. února 1927 Mnichov) byl švýcarský sochař a průkopník secese. V mládí studoval botaniku a historii; vliv těchto témat se projevuje v jeho pozdější tvorbě v oblasti užitého umění. Jako učitel měl Hermann Obrist zásadní vliv na vzestup a následný rozvoj secese v její německé verzi Jugendstil.

## Život
Hermann Obrist byl synem doktora Carla Kaspara Obrista z Curychu a Alice Jane Grantové Duffové, sestry britského politika a státníka Mountstuarta Granta Duffa. Studoval přírodní vědy a medicínu v Heidelbergu a podnikl několik cest, díky nimž se rozhodl pro umělecké povolání. Poté, co se v roce 1887 rozhodl jít touto cestou, zapsal se na Uměleckoprůmyslovou školu v Karlsruhe na studium výtvarných technik.
Za svou keramiku a nábytek získal ocenění na pařížské výstavě v roce 1889. V roce 1890 vstoupil do třídy sochařství na Académie Julian v Paříži. Napřesrok se přestěhoval do Berlína, kde se živil především jako novinář kulturních rubrik. V roce 1892 mu prodej modelu kašny umožnil přestěhovat se do Florencie, kde si otevřel s Berthe Ruchetovou dílnu vyrábějící výšivky, kterou pak v roce 1895 přestěhoval do Mnichova. Ozdobné výšivky a sochy z jeho produkce získávaly v Německu popularitu.
V roce 1902 Obrist a Wilhelm von Debschitz v Mnichově spoluzaložili uměleckoprůmyslovou Debschitzovu školu (1902–1914). Mezi jeho studenty patřil Ludwig Hirschfeld Mack, který studoval také na Bauhausu . Poté se intenzivně věnoval psaní a přednášení, kdy hovořil o jiných umělcích, například o Kandinském. V roce 1904 Obrist Debschitzovu školu opustil.
Obrist pověřil svého přítele Augusta Endella, aby mu navrhl ateliér v Mnichově, postavený v roce 1897 a zničený v roce 1944 za druhé světové války. Obrist tehdy tvořil hlavně kašny a náhrobky. Pro svá díla často používal beton.
Kromě sochařství se Obrist také věnoval textilní tvorbě. Obristovým nejslavnějším a nejvlivnějším dílem byl návrh vyšívaného nástěnného závěsu z roku 1892 s názvem Bramboříky. Stonky rostlin zobrazil jako řadu elegantních zprohýbaných křivek, označovaných jako šleh bičem (německy Peitschenhieb). Závěs se stal jedním z klíčových východisek secesního hnutí.